# Shorttrack op het Europees Olympisch Jeugdfestival 2017
Shorttrack was een onderdeel op het Europees Olympisch Jeugdfestival 2017 in Erzurum in Turkije. De wedstrijden werden van 15 tot en met 17 februari 2017 gereden in de ijshal Palandöken. Er stonden zeven onderdelen op het programma.

## Resultaten
| Onderdeel                     | Goud                 | Zilver             | Brons               |
| ----------------------------- | -------------------- | ------------------ | ------------------- |
| 500 meter jongens             | Salvijus Ramanauskas | Peter Murphy       | Diane Sellier       |
| 1000 meter jongens            | Diane Sellier        | Hazar Karagöl      | Aleksej Simakin     |
| 1500 meter jongens            | Peter Murphy         | Konstantin Ivlijev | Luca Spechenhauser  |
| 500 meter meisjes             | Vera Rasskazova      | Georgie Dalrymple  | Melissa Tunno       |
| 1000 meter meisjes            | Kamila Stormowska    | Vera Rasskazova    | Patrycja Markiewicz |
| 1500 meter meisjes            | Vera Rasskazova      | Sofija Bojtsova    | Melissa Tunno       |
| 3000 meter gemengde aflossing | Rusland              | Polen              | Nederland           |

## Medaillespiegel
| Plaats | Land      | Goud | Zilver | Brons | Totaal |
| ------ | --------- | ---- | ------ | ----- | ------ |
| 1      | Rusland   | 3    | 3      | 1     | 7      |
| 2      | Polen     | 1    | 1      | 1     | 3      |
| 3      | Luxemburg | 1    | 1      | 0     | 2      |
| 4      | Frankrijk | 1    | 0      | 1     | 2      |
| 5      | Litouwen  | 1    | 0      | 0     | 1      |
| 6      | Nederland | 0    | 1      | 1     | 2      |
| 7      | Turkije   | 0    | 1      | 0     | 1      |
| 8      | Italië    | 0    | 0      | 3     | 3      |

Aosta 1993 · 
Andorra 1995 · 
Sundsvall 1997 · 
Poprad 1999 · 
Monthey 2005 · 
Brașov 2013 · 
Erzurum 2017 · 
Sarajevo 2019 · 
Vuokatti 2022 · 
Pontebba 2023